# Shaw Nature Reserve

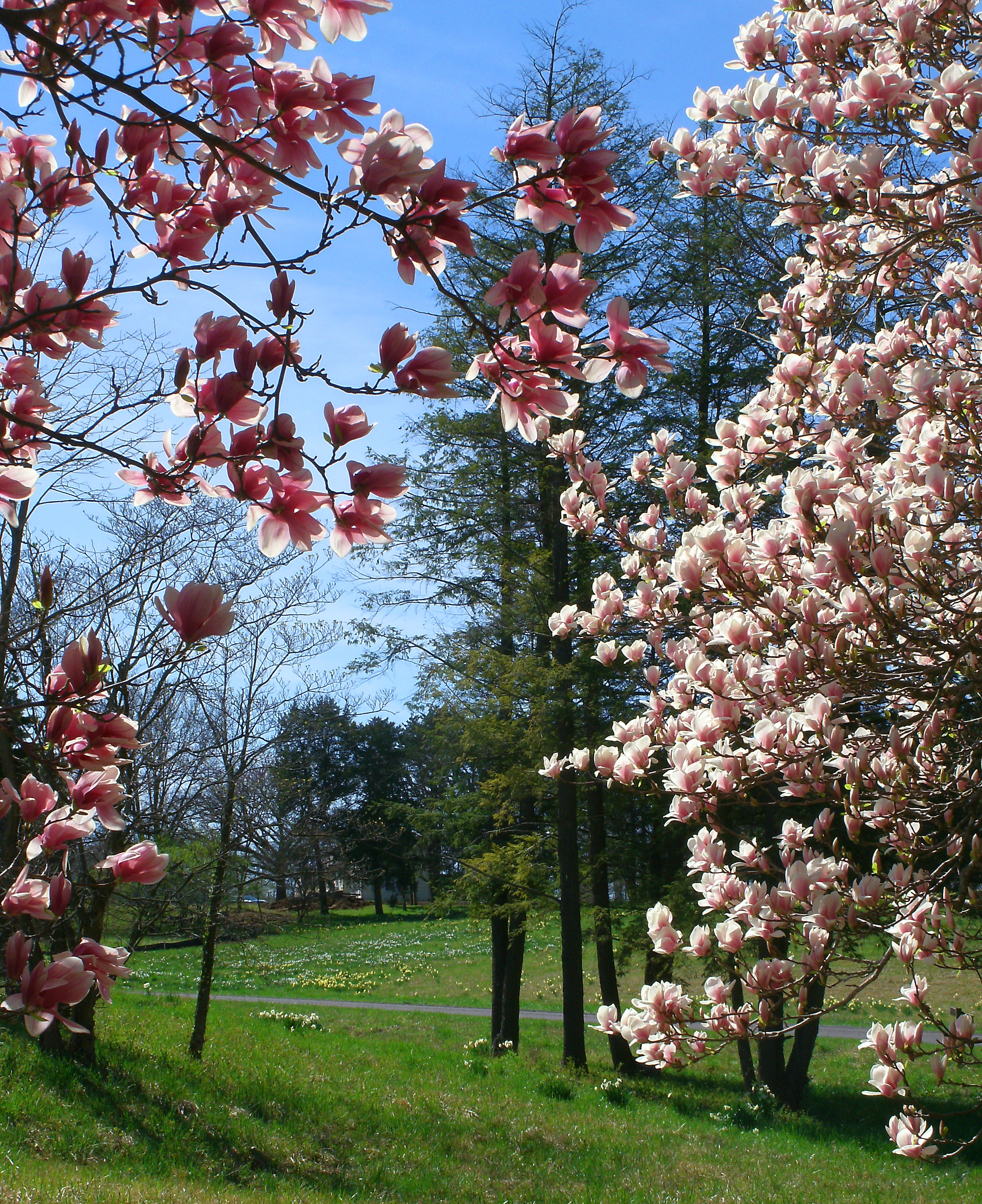
Shaw Nature Reserve in de lente

Shaw Nature Reserve (SNR) is een natuurreservaat in Gray Summit (Missouri). Het natuurreservaat is vernoemd naar Henry Shaw (1800-1889), oprichter van de Missouri Botanical Garden. Het natuurreservaat valt onder het beheer van de Missouri Botanical Garden. De oppervlakte is circa 10 km².
Het natuurreservaat werd in 1925 opgericht door de Missouri Botanical Garden toen rook van kolenverbrandingen de levende plantencollecties in de tuin in Saint Louis bedreigden. De collectie orchideeën was in 1926 al verhuisd naar het natuurreservaat, toen de luchtvervuiling afnam. Hierdoor hoefde de plantencollectie niet meer verplaatst te worden. Voorheen stond het gebied bekend als Shaw Arboretum.
Het natuurreservaat richt zich op educatie van het publiek met betrekking tot planten, dieren en ecosystemen uit de regio; ecologisch onderzoek, herstel en bescherming van natuurlijke habitats en het publiekelijk toegankelijk maken van de natuur. De toepassing van planten uit de regio wordt gepromoot. Hierbij wordt er samengewerkt met Missouri Department of Conservation.
In het natuurreservaat worden workshops en cursussen georganiseerd. Het reservaat dient als onderzoeksgebied voor de ontwikkeling en het testen van outdoorprogramma's. Daarnaast wordt er onder meer onderzoek gedaan naar de ecologie van vuur en het herstel van oorspronkelijke habitats. Universiteiten uit de regio Saint Louis verrichten er veldwerk.
Bij de ingang van het natuurreservaat is het bezoekerscentrum gevestigd. Hier worden routekaarten van de wandelpaden verstrekt. Er is ook een winkel in het bezoekerscentrum gevestigd. Hier worden onder meer wandelgidsen, boeken met betrekking tot natuurlijke historie en geschenken verkocht. In het bezoekerscentrum zijn tentoonstellingen te zien en wordt onderwijs gegeven. Dana Brown Overnight Center is een groep van historische huizen, waarvan sommigen al uit de negentiende eeuw stammen. Deze zijn afgebroken op de oorspronkelijke plaats en zorgvuldige weer opgebouwd in Shaw Nature Reserve. Het is een verblijfsaccommodatie die door diverse groepen kan worden gebruikt.
De Meramec River loopt over een lengte van 5 km door Shaw Nature Reserve. Van het natuurreservaat maakt een pinetum (22 ha) deel uit. In dit pinetum groeien coniferen van over de gehele wereld. Whitmire Wildflower Garden is een tuin van 2 ha met ruim achthonderd wilde plantensoorten uit Missouri en de oostelijke Verenigde Staten. De planten zijn in natuurlijke omstandigheden uitgeplant. Er groeien onder meer grassen, struiken en bomen die van nature voorkomen in de Verenigde Staten. Shaw Nature Reserve Ecological Reserve omvat circa 21 km aan wandelpaden door Ozark-achtig landschap waaronder periodiek overstroomd bos, bos met eiken en Carya-soorten, open plekken, heuvels, prairies met hoog gras en moerassen. Joseph H. Bascom House is een bakstenen landhuis dat 1879 werd gebouwd. Hierin worden tentoonstellingen georganiseerd.